# Unione Generale del Lavoro
Die Unione Generale del Lavoro (UGL) ist ein italienischer Gewerkschaftsbund. 1950 wurde die UGL als CISNAL (Confederazione Italiana Sindacati Nazionali dei Lavoratori) gegründet und trägt seit 1996 den jetzigen Namen. Die UGL ist der viertgrößte der staatsweiten italienischen Gewerkschaftsbünde, hat eine nationalistische Ausrichtung und zählt etwa 1,8 Millionen Mitglieder (Stand 2018), darunter neben Arbeitnehmern auch Rentner und Erwerbslose. Die UGL ist im Consiglio nazionale dell’economia e del lavoro (CNEL) und im Europäischen Wirtschafts- und Sozialausschuss (EWSA) vertreten. Die Gewerkschaft beteiligt sich an den nationalen Tarifvertragsabschlüssen und trilateralen Vereinbarungen mit Arbeitgebern und Staatsinstitutionen.

## Geschichte
Die CISNAL stand ab ihrer Gründung 1950 zunächst der neofaschistischen Partei Movimento Sociale Italiano (MSI) nahe und wollte eine Alternative zu den linken (CGIL, UIL) und christlichen Gewerkschaftsbünden (CISL) anbieten. Sie strebte „Vergesellschaftung und Korporatismus“ an. Wie bereits in der faschistischen Bewegung der 1930er-Jahre gab es eine interne Debatte zwischen einem revolutionären, antikapitalistischem Flügel und einer moderateren, korporatistischen Strömung. Letztere setzte sich im Verlauf der 1960er-Jahre durch. Der langjährige CISNAL-Generalsekretär Giovanni Roberti (1964–1977) war zugleich Abgeordneter der MSI im italienischen Parlament, trat aber 1976 aus der Partei aus, wodurch auch die enge Verbindung zwischen der Gewerkschaft und der MSI zerbrach.
Nach einigen unruhigen Jahren näherten sich die Organisationen aber wieder an und die CISNAL geriet wieder unter faktische Kontrolle der neofaschistischen Partei. In den 1970er-Jahren hatte die CISNAL rund 300.000 Mitglieder. Von den drei großen Gewerkschaftsverbänden war sie aufgrund ihrer ideologischen Ausrichtung vollständig isoliert; jedoch unterhielt sie enge Verbindungen zu unabhängigen Branchen- und Einzelgewerkschaften. Sie war eher unter Staatsbediensteten und Büroangestellten vertreten.
Zur 1995 gegründeten Nachfolgepartei der MSI, der nationalkonservativen Alleanza Nazionale (AN), unterhielt die Gewerkschaft nur noch lockere Beziehungen. Sie benannte sich 1996 in UGL um und öffnete sich gleichzeitig weiteren kleinen, parteipolitisch unabhängigen Gewerkschaften. Auf dem AN-Parteitag in Verona 1998 waren nur noch 9,9 % der Delegierten Mitglieder der UGL (etwa halb so viele wie zuvor bei der CISNAL). Sie war 2002 auch an den Streiks gegen die Lockerung des Kündigungsschutzes durch die von Silvio Berlusconi geführte Regierung beteiligt, obwohl die Alleanza Nazionale Teil der Regierung war. Von 2006 bis 2010 wurde die UGL von Renata Polverini geführt, die anschließend in die Politik wechselte und für die Mitte-rechts-Partei Il Popolo della Libertà (hervorgegangen aus AN und Berlusconis Forza Italia) Regionalpräsidentin von Latium wurde. Seit 2015 ist Francesco Paolo Capone Generalsekretär der UGL.